# 1946 en arts plastiques
| Années des arts plastiques : 1943 - 1944 - 1945 - 1946 - 1947 - 1948 - 1949    |
| Décennies des arts plastiques : 1910 - 1920 - 1930 - 1940 - 1950 - 1960 - 1970 |

Cette page concerne l'année 1946 en arts plastiques.

## Événements
- Premier salon des réalités nouvelles, fondé par l'amateur d'art Fredo Sidés et les artistes Sonia Delaunay, Nelly van Doesburg, Auguste Herbin, Felix Del Marle, Arp et Pevsner.
- Exposition L'art de l'Espagne républicaine : les artistes espagnols de l'École de Paris à Prague, à l'initiative d'artistes tchéoslovaques et espagnols s'étant rencontrés à Paris et principalement organisée par Honorio Condoy et Adolf Hoffmeister. On compte parmi les exposants Antoni Clavé, Honorio Condoy, Óscar Domínguez, Pedro Flores García, Baltasar Lobo, Ginés Parra, Joaquín Peinado ou encore le poète Arturo Serrano Plaja (es). L'exposition, visitée par le président Edvard Beneš,  contribuera à la reconnaissance du gouvernement espagnol en exil par la Tchécoslovaquie quelques mois plus tard, puis sera reconstituée avec catalogue en décembre 1993 sous le titre Artistas Españoles de Paris : Praga, 1946 à la salle d'exposition Casa del Monte de Madrid[1].

## Œuvres
- Jeune femme en blanc, fond rouge, huile sur toile d'Henri Matisse
- La Vie dure, huile sur toile de Nicolas de Staël
- Chouette dans un intérieur, huile sur contreplaqué de Pablo Picasso
- Le Cerf blessé, peinture de Frida Kahlo

## Naissances
- 6 janvier : Syd Barrett, musicien et peintre britannique membre fondateur des Pink Floyd († 7 juillet 2006),
- 11 février : Osvaldo Rodríguez, peintre, graveur et sculpteur né argentin naturalisé français († 5 avril 2014),
- 31 mars : Maurice Maillard, peintre, graveur et enseignant en arts plastiques français († 27 février 2020),
- 8 avril : Niculaï Florin Georgescu, peintre roumain († novembre 1995),
- 10 avril : Angela Becker-Fuhr, peintre allemande.
- 13 avril : Jean Tirilly, peintre français († 28 juin 2009),
- 17 avril :
  - Gérard Baldet, peintre français († 4 juillet 1999),
  - Jacoba Haas, peintre néerlandaise († 30 juillet 2018),
- 20 mai : Pino Concialdi, peintre  italien († 17 novembre 2015),
- 30 mai : Marc Le Coultre, peintre français,
- 21 juin : David Weiss, artiste et vidéaste suisse († 27 avril 2012),
- 19 juillet : Janie Langlois, artiste plasticienne française,
- 27 juillet : Christian Babou, peintre français († 7 mai 2005),
- 29 juillet : Ximena Armas, artiste peintre chilienne,
- 2 août : Charles Froliger, peintre plasticien français († 27 août 1999),
- 16 août : Louis-Pierre Bougie, peintre et graveur canadien,
- 5 octobre : Pacita Abad, peintre philippine († 7 décembre 2004),
- 13 octobre : Bram Vermeulen, chanteur, compositeur, comédien, peintre et volleyeur néerlandais († 4 septembre 2004),
- 24 octobre : Claude Hastaire, peintre, lithographe et écrivain français († 17 février 2020),
- 27 octobre : Michèle Battut, peintre, lithographe et sculptrice française.
- 5 novembre : Herman Brood, musicien, peintre, acteur et poète néerlandais († 11 juillet 2001),
- 21 décembre : Andrée Philippot-Mathieu, artiste plasticienne française.
- ? :
  - Mohamed Azouzi, peintre, plasticien et sculpteur marocain et français († 30 août 2022),
  - Bocar Pathé Diong, peintre sénégalais († 1989),
  - Yves Hayat, artiste-plasticien français.
  - Masakazu Kusakabe, artiste japonais
  - Weimin Sun, peintre chinois.
  - Danielle Thibeault, sculptrice québécoise.

## Décès
- 1er janvier : Raimond Lecourt, peintre français (° 25 janvier 1882),
- 6 janvier : Gaspard Maillol, peintre, graveur sur bois, aquarelliste, éditeur et papetier français (° 10 juillet 1880),
- 12 janvier : André Roz, peintre français (° 18 juin 1887),
- 17 janvier : Jenny Nyström, peintre et illustratrice suédoise (° 13 juin 1854),
- 18 janvier : Ernest Jean-Marie Millard de Bois Durand, peintre, aquarelliste et dessinateur français (° 29 juillet 1872),
- 19 janvier : Aimitsu, peintre japonais (° 24 juin 1907),
- 21 janvier : Augusta Preitinger, peintre néerlandaise (° 18 octobre 1878),
- 23 janvier : Paul de Lapparent, peintre, dessinateur, essayiste et historien d'art français (° 31 mars 1869),
- 26 janvier : René-Xavier Prinet, peintre français (° 31 décembre 1861),
- 29 janvier ou  31 janvier : Vaclav Radimsky, peintre impressionniste austro-hongrois puis tchécoslovaque (° 6 octobre 1867),
- 30 janvier : Maurice Moisset, peintre paysagiste français (° 7 octobre 1860),
- 10 février : Raymond Virac, peintre français (° 19 octobre 1892),
- 27 février :
  - Paule Gobillard, peintre post-impressionniste française (° 3 décembre 1867),
  - Jeannine Guillou, peintre française (° 17 mai 1909),
- 7 mars : Bernard Naudin, peintre, dessinateur, caricaturiste et graveur français  (° 11 novembre 1876),
- 13 mars : Abraham Bredius, historien de l'art néerlandais (° 18 avril 1855),
- 20 mars : Carl August Liner, peintre suisse (° 8 juin 1871),
- 26 mars : Arthur Garguromin-Verona, peintre roumain (° 25 août 1868),
- 5 avril : Maurice Millière, peintre, illustrateur et lithographe français (° 12 décembre 1871),
- 23 avril : Giuseppe Palanti, peintre, illustrateur, costumier, metteur en scène et professeur italien (° 30 juillet 1881),
- 25 avril : Louise Artus-Perrelet, peintre, sculptrice et enseignante de dessin suisse (° 18 mars 1867),
- 29 mai : Cagnaccio di San Pietro, peintre italien (° 14 janvier 1897),
- 1er juin : Firmin Maglin, peintre et lithographe français (° 1er octobre 1867),
- 7 juin :
  - Charles L'Eplattenier, peintre, architecte, sculpteur et décorateur suisse  (° 9 octobre 1874),
  - Henri Montassier, peintre, caricaturiste et illustrateur français (° 27 juin 1880),
- 6 juillet : Oswald Pilloud, peintre et dessinateur suisse (° 27 juillet 1873),
- 8 juillet : Józef Mehoffer, peintre polonais (° 19 mars 1869),
- 11 juillet : Paul Nash, peintre et graveur sur bois britannique (° 11 mai 1889),
- 19 juillet : Jan Verkade, peintre néerlandais (° 18 septembre 1868),
- 26 juillet : Marguerite Delorme, peintre française (° 10 septembre 1876),
- 28 juillet : Ferdo Vesel, peintre serbe puis yougoslave (° 18 mai 1861),
- 4 août : Fédor Löwenstein, peintre tchécoslovaque d'origine juive (° 13 avril 1901),
- 12 août : Sergueï Soudeïkine, peintre, graphiste et décorateur de théâtre russe puis américain (° 31 mars 1882),
- 13 septembre : Eugène Lanceray, graphiste, peintre, sculpteur, mosaïste et illustrateur russe puis soviétique (° 4 septembre 1875),
- 22 septembre : Ángel Zárraga, peintre mexicain (° 16 août 1886),
- 24 septembre : Fabio Fabbi, peintre italien (° 18 juillet 1861),
- 26 septembre : Émile Chaperon, peintre et décorateur français (° 17 mars 1868),
- ? octobre : Jules-Léon Perrichon, graveur et peintre français (° 30 septembre 1846),
- 10 novembre : Henry Dannet, peintre français (° 17 mars 1886),
- 16 novembre : Lucien Daudet, écrivain et peintre français (° 9 juin 1878),
- 24 novembre : László Moholy-Nagy, peintre et photographe hongrois (° 20 juillet 1895),
- 16 décembre : Jean Baltus, peintre français (° 27 novembre 1880),
- 25 décembre : Henri Le Fauconnier, peintre cubiste français (° 5 juillet 1881),
- 28 décembre : Julius Feld, peintre français d'origine roumaine (° 29 juin 1869),
- 30 décembre : Charles Virion, médailleur, sculpteur animalier, peintre et céramiste français (° 1er décembre 1865),
- ? :
  - Gaston Bouy, peintre français (° 2 septembre 1866),
  - Charles Guilloux, peintre français (° 1866),
  - Icilio Federico Joni, peintre et faussaire italien spécialisé dans la contrefaçon de tableaux de la peinture siennoise (° 1866),
  - Joseph Vital Lacaze, peintre de paysages et de portraits français (° 15 mars 1874),
  - Maurice Rogerol, peintre et sculpteur français (° 1873).